# Johnny Hallyday dans la chaleur de Bercy
Albums par Johnny Hallyday
Cadillac
(1989) Ça ne change pas un homme
(1991)
Lives par Johnny Hallyday
Johnny à Bercy
(1988) Johnny Hallyday Bercy 92
(1993)
Singles
1. (SP) Je ne suis pas un héros - Mystery Train / (CDS) id + Honky Tonk Women
Sortie : 26 novembre 1990
2. (SP) Diego libre dans sa tête - Mon p'tit loup (ça va faire mal) / (CDS) id + Be Bop a Lula
Sortie : 18 mars 1991

Johnny Hallyday dans la chaleur de Bercy est le 14e album live de Johnny Hallyday, enregistré à Bercy en 1990, il sort le 21 janvier 1991.
L'album est réalisé par Jean-Pierre Janiaud.

## Histoire
C'est à Paris, sur la scène de Bercy, où il se produit pour la deuxième fois, que Johnny Hallyday commence son nouveau spectacle le Cadillac Tour.
Pour la première fois, le chanteur inscrit à son tour de chant Je ne suis pas un héros, chanson écrite pour lui en 1980 par Daniel Balavoine, (album À partir de maintenant). Celle-ci ayant été négligée par son interprète à l'époque, Balavoine enregistre sa propre version sur l'album Un autre monde et fait de Je ne suis pas un héros l'un de ses plus grands succès (il dédie par ailleurs le titre à un certain Jean-Philippe Smet). Sur la scène de Bercy, dans un juste retour des choses, Hallyday rend hommage à Balavoine. Cette version live de Johnny sera diffusée en single et sera un tube, malgré la censure qui l'interdit de radio et de télé durant la guerre du Golfe.
Johnny Hallyday reprend Honky Tonk Women des Rolling Stones, interprétée dans sa version originale ; précédemment, en 1974, il l'a enregistré dans une adaptation française (album Rock'n'Slow).
L'artiste reprend aussi, en en donnant une version très personnelle, Diego libre dans sa tête de Michel Berger, succès de France Gall en 1980 (album Tout pour la musique). L'interprétation d'Hallyday fait grande impression, devient un succès à la scène comme sur disque (après sa diffusion en single), et s'inscrit désormais parmi les grands classiques du chanteur. Elle est depuis un incontournable de son répertoire et est quasiment au programme de tous ses tours de chant. 
Adeline est une chanson inédite, créée à l'attention d'Adeline Blondieau, alors épouse du chanteur.
Le titre Deux étrangers fut interprété lors du premier concert puis écarté de la set-list.

## Autour de l'album
- Références originales
  - Double album vinyle - Référence originale : Philips 848334-1 - (17 titres)
  - Doublr CD - Référence originale : Philips 848334 - (22 titres / Quelque chose de Tennessee, Gabrielle, Le chanteur abandonné, La fille de l'été dernier et Le bon temps du rock'n'roll sont inclus)

- février 1991 sort le coffret Cadillac Tour (collector Virgin Mégastore), incluant le double CD Dans la chaleur de Bercy + un CD comprenant les quatre rocks chantés par Johnny au finale de la dernière à Bercy : Mystery Train - Heartbreak Hotel -  Be Bop a Lula - Whole Lotta Shakin' Goin' on.
  - Référence originale coffret : Philips 878 909-2 - (26 titres)

- édition triple CD 2003 réunissant l'intégrale du tour de chant - Référence originale : Mercury Universal Philips 077 213-2 - (28 titres)

Les singles extraits de l'album :
- 26 novembre 1990 - 45 tours Je ne suis pas un héros - Mystery Train
  - référence originale : Philips 878706-7
- 26 novembre 1990 - CDS Je ne suis pas un héros - Mystery Train - Honky Tonk Women
  - référence originale : Philips 878707-2
- 18 mars 1991 - 45 tours Diego libre dans sa tête - Mon p'tit loup (ça va faire mal)
  - référence originale : Philips 878708-7
- 18 mars 1991 - CDS Diego libre dans sa tête - Mon p'tit loup (ça va faire mal) - Be Bop a Lula
  - référence originale : Philips 878709-2

Et aussi :
Il existe également une version studio de la chanson Adeline. Elle a été enregistrée le 26 juin 1990, par Johnny Hallyday et capté sur un 45 tours hors-commerce tiré à 3000 exemplaires, qui fut offert aux invités lors du mariage d'Adeline et Johnny.
- 45 tours Adeline - Que je t'aime (version Bercy 87)
  - référence originale : Philips 1303 hors-commerce. (Cette version studio fut plus largement diffusée en 1993, à l'occasion de la sortie d'une intégrale en 40 CD).

Dans la chaleur de Bercy sort aussi en cassette vidéo en 1990 et en Laserdisc 30 cm LDV.

## Titres
- Nous donnons la liste des titres de l'édition triple CD de 2003, qui réunit l'intégralité des chansons interprétées à Bercy.
- Les titres en gras ne sont pas sur le double vinyle de l'édition originale
- Les titres marqués d'un # ne sont pas sur le double CD de l'édition originale

| 1.  | Ouverture Bercy 90 (instrumental)                                      |                                             | Érick Bamy, Jannick Top                 |  |
| 2.  | Je suis né dans la rue                                                 | Long Chris                                  | Mick Jones, Tommy Brown                 |  |
| 3.  | Les Vautours                                                           | Étienne Roda-Gil                            | Jacques Cardona                         |  |
| 4.  | Mon p'tit loup (ça va faire mal) (#) (Betty Lou's Gettin' Out Tonight) | Pierre Billon, Johnny Hallyday (adaptation) | Bob Seger                               |  |
| 5.  | Cadillac                                                               | Étienne Roda Gil                            | Jean-Pierre Buccolo, Georges Augier     |  |
| 6.  | Honky Tonk Women                                                       | Mick Jagger                                 | Keith Richards                          |  |
| 7.  | Je ne suis pas un héros                                                | Daniel Balavoine                            | Daniel Balavoine                        |  |
| 8.  | Possible en moto                                                       | Étienne Roda-Gil                            | David Hallyday                          |  |
| 9.  | Quelque chose de Tennessee                                             | Michel Berger                               | Michel Berger                           |  |
| 10. | Diego libre dans sa tête                                               | Michel Berger                               | Michel Berger                           |  |
| 11. | Gabrielle (The King Is Dead)                                           | Long Chris, Patrick Larue (adaptation)      | Tony Cole (en)                          |  |
| 12. | Laura                                                                  | Jean-Jacques Goldman                        | Jean-Jacques Goldman                    |  |
| 13. | Le Chanteur abandonné                                                  | Michel Berger                               | Michel Berger                           |  |
| 14. | Adeline                                                                | Félix Gray                                  | Félix Gray                              |  |
| 15. | Mirador                                                                | Étienne Roda-Gil                            | David Hallyday                          |  |
| 16. | Black Blues Voices (Chorale)                                           | Tonye Tony Jackson                          | Érick Bamy, Jannick Top                 |  |
| 17. | La musique que j'aime                                                  | Michel Mallory                              | Johnny Hallyday                         |  |
| 18. | Aimer vivre                                                            | Michel Berger                               | Michel Berger                           |  |
| 19. | Pendue à mon cou (#)                                                   | Michel Berger                               | Michel Berger                           |  |
| 20. | La fille de l'été dernier (Summertime Blues)                           | Long Chris (adaptation)                     | Eddie Cochran, Jerry Capehart           |  |
| 21. | Dégage (Slow Down)                                                     | Long Chris (adaptation)                     | Larry Williams                          |  |
| 22. | Le bon temps du rock and roll (Old Time Rock and Roll)                 | Michel Mallory (adaptation)                 | George Jackson, Thomas Earl Jones III   |  |
| 23. | Je te promets                                                          | Jean-Jacques Goldman                        | Jean-Jacques Goldman                    |  |
| 24. | L'envie                                                                | Jean-Jacques Goldman                        | Jean-Jacques Goldman                    |  |
| 25. | Mystery Train (#)                                                      | J. Parker                                   | S. Philips                              |  |
| 26. | Heartbreak Hotel (#)                                                   | Tommy Durden (en), Mae Boren Axton (en)     | Tommy Durden (en), Mae Boren Axton (en) |  |
| 27. | Be Bop a Lula (#)                                                      | Sheriff, Tex Davis, G. Vesta                | Gene Vincent                            |  |
| 28. | Whole Lotta Shakin' Goin' On (#)                                       | David Williams                              | Sunny David                             |  |

## Les musiciens
- Direction musicale : Jannick Top
- Guitares : Norbert Krief et Hugues Ripoll
- Basse : Christian Padovan
- Claviers : Thierry Tamain et Michel Amsellem
- Harmonica : Michel Chevalier
- Batterie : Yves Sanna
- Saxophones : Bruno Ribeira - Serge Roux, Pierre Mimran et Philippe Gobinet
- Synthétiseur, programmation : Serge Perathoner
- Chœurs : Yvonne Jones, Debbie Davis, Rebecca Bell, Érick Bamy et Michel Chevalier
- Chorale Camerounaise Pek-Nyambe dirigé par Tonye Tony Jackson sur : Black Blues Voices - La musique que j'aime - Aimer vivre - Je te promets - L'envie
- Orchestre Symphonique d'Europe dirigé par Olivier Holt sur Je te promets et L'envie[1]